# 85515 Annakukharskaya
85515 Annakukharskaya è un asteroide della fascia principale. Scoperto nel 1997, presenta un'orbita caratterizzata da un semiasse maggiore pari a 2,3601458 au e da un'eccentricità di 0,2433749, inclinata di 2,20583° rispetto all'eclittica.